# Fédération internationale des associations de pilotes de ligne
La Fédération internationale des associations de pilotes de ligne (IFALPA) est une organisation mondiale regroupant les syndicats professionnels nationaux de pilotes d’avion.
L’IFALPA a été fondée en 1948 et a son siège à Montréal, au Canada.
Elle représente les pilotes à l’échelle internationale, notamment auprès de l’Organisation de l’aviation civile internationale (OACI). Par ailleurs, elle œuvre au sein de divers groupes de travail pour définir des normes internationales de sécurité aérienne et les mettre en œuvre dans les processus législatifs et de négociation aux niveaux national et international,.